# Campeonato Mundial de Voleibol Femenino Sub-18 de 2017
El Campeonato Mundial de Voleibol Femenino Sub-18 de 2017 fue la XV edición del torneo mundial de selecciones nacionales femeninas categoría sub-18 de la Federación Internacional de Voleibol (FIVB), se llevó a cabo del 18 al 27 de agosto de 2017 en Argentina.
El certamen fue organizado por la Federación del Voleibol Argentino (FeVA) bajo la supervisión de la FIVB.
La selección anfitriona, Argentina, tuvo un rendimiento regular al avanzar hasta los cuartos de final, instancia en la que fue derrotada por República Dominicana, para terminar ubicándose en el séptimo puesto de la clasificación final mismo que obtuvo en el Campeonato Mundial de Voleibol Femenino Sub-18 de 1991 y que es hasta el momento su mejor registro en un mundial de esta categoría.
El campeón defensor, Italia, logró retener el título que consiguió en la edición anterior de torneo al vencer en la final a República Dominicana por tres sets a uno. Con la obtención del bicampeonato Italia iguala en cantidad de títulos mundiales sub-18 a Japón y Rusia. Por su parte, República Dominicana llegó por primera vez a la final de esta competencia registrando de esta manera su mejor participación y su primera vez en ocupar un puesto en el podio. Finalmente, Rusia alcanzó la medalla de bronce al derrotar a Turquía por tres sets a uno en el partido definitivo por el tercer lugar, logro que representa su tercera medalla de bronce en la historia de este campeonato.

## Proceso de clasificación
En diciembre de 2013 la FIVB determinó las plazas de clasificación para los campeonatos mundiales de categorías base de los años 2015 y 2017. En febrero de 2016 el Consejo de Eventos Deportivos de la FIVB propuso algunos cambios respecto de la distribución de las plazas en el campeonato mundial sub-18 como reducir a 16 los equipos participantes además de otorgarle un cupo de clasificación directa al campeón vigente. Finalmente estas propuestas no prosperaron y el número de participantes se mantuvo en 20, sin embargo, la FIVB aprobó restarle una plaza a la CAVB que fue a dar al país anfitrión con lo cual los 20 cupos quedaron repartidos de la siguiente manera: Un cupo para el país anfitrión, 2 cupos para la Confederación Africana de Voleibol (CAVB), 3 cupos para la Confederación Sudamericana de Voleibol (CSV), 4 cupos para la Confederación Asiática de Voleibol (AVC) y la Confederación de Norteamérica, Centroamérica y el Caribe de Voleibol (Norceca) y 6 cupos para la Confederación Europea de Voleibol (CEV). A diferencia de la edición anterior del torneo, el país anfitrión no ocupará una plaza de su confederación por lo que la CSV tendrá 4 representantes en el certamen.
La Confederación Africana de Voleibol perdió una plaza por haber disputado su torneo continental solo con 3 equipos, lo cual va en contra de las bases de la FIVB que estipulan que en cada torneo continental deben participar por lo menos el 50% de los países de la región o 10 países como mínimo para mantener sus cupos, como consecuencia, este cupo pasó a la bolsa de la clasificación mediante el ranking FIVB de la categoría. Egipto, que había obtenido su clasificación luego de ganar el Campeonato Africano de Voleibol Femenino Sub-18 de 2016, declinó su participación en el mundial y se retiró dejando a la CAV sin representantes ya que el cupo de Egipto también fue a dar a la clasificación mediante el ranking FIVB sub-18.
La Norceca y la CSV repartieron dos del total de sus cupos en sus respectivos campeonatos sub-18, las plazas restantes se repartieron en la Copa Panamericana de Voleibol Femenino Sub-18 de 2017. En este torneo, organizado por la Unión Panamericana de Voleibol, 5 selecciones de Norceca (Costa Rica, Cuba, Guatemala, Puerto Rico, y México) y tres selecciones de la CSV (Chile, Colombia y Uruguay) se disputaron 2 y 1 cupo respectivamente, finalmente fueron Cuba y México, por parte de la Norceca, y Colombia, por parte de la CSV, las selecciones la que se hicieron con la clasificación para el campeonato mundial.
Las selecciones que obtuvieron la clasificación mediante el Ranking Mundial FIVB Sub-18 vigente al 1 de enero de 2017 fueron Turquía y Bélgica, ubicadas en los puestos 4 y 13 respectivamente y que no consiguieron su clasificación mediante el torneo de la CEV, sin embargo, Bélgica desistió de participar y su lugar fue ocupado por Polonia, la siguiente selección no clasificada mejor ubicada en el ranking FIVB sub-18.[cita requerida] De esta manera la CEV aumentó sus representantes a 8.
| Confederación | Vía de Clasificación                                        | Fecha                                 | Sede                   | Cupos | Clasificados                                       |
| ------------- | ----------------------------------------------------------- | ------------------------------------- | ---------------------- | ----- | -------------------------------------------------- |
| FIVB          | Anfitrión                                                   | 2 de febrero de 2016                  | Lausana, Suiza.        | 1     | Argentina                                          |
| FIVB          | Ranking Mundial FIVB Sub-18                                 | Enero de 2017                         | Lausana, Suiza.        | 2     | Turquía Polonia                                    |
| AVC           | Campeonato Asiático de Voleibol Femenino Sub-18 de 2017     | Del 5 al 13 de marzo de 2017          | Chongqing, China.      | 4     | Japón China Corea del Sur Tailandia                |
| CEV           | Campeonato Europeo de Voleibol Femenino Sub-18 de 2017      | Del 1 al 9 de abril de 2017           | Arnhem, Países Bajos.  | 6     | Alemania Bielorrusia Eslovenia Italia Rusia Serbia |
| CSV           | Campeonato Sudamericano de Voleibol Femenino Sub-18 de 2016 | Del 24 al 28 de agosto de 2016        | Lima, Perú.            | 2     | Brasil Perú                                        |
| CSV           | Copa Panamericana de Voleibol Femenino Sub-18 de 2017       | Del 28 de marzo al 2 de abril de 2017 | La Habana, Cuba.       | 1     | Colombia                                           |
| NORCECA       | Copa Panamericana de Voleibol Femenino Sub-18 de 2017       | Del 28 de marzo al 2 de abril de 2017 | La Habana, Cuba.       | 2     | Cuba México                                        |
| NORCECA       | Campeonato NORCECA de Voleibol Femenino Sub-18 de 2016      | Del 2 al 7 de septiembre de 2016      | San Juan, Puerto Rico. | 2     | República Dominicana Estados Unidos                |

## Organización

### País anfitrión y ciudades sedes
| Santa FeRosarioSanta Fe y Rosario, ciudades sedes del Campeonato Mundial de Voleibol Femenino Sub-18 de 2017. | Santa Fe                        |
| --- | ------------------------------- |
| Santa FeRosarioSanta Fe y Rosario, ciudades sedes del Campeonato Mundial de Voleibol Femenino Sub-18 de 2017. | Estadio UTN Santa Fe            |
| Santa FeRosarioSanta Fe y Rosario, ciudades sedes del Campeonato Mundial de Voleibol Femenino Sub-18 de 2017. | Capacidad: 5.000 espectadores   |
| Santa FeRosarioSanta Fe y Rosario, ciudades sedes del Campeonato Mundial de Voleibol Femenino Sub-18 de 2017. |                                 |
| Santa FeRosarioSanta Fe y Rosario, ciudades sedes del Campeonato Mundial de Voleibol Femenino Sub-18 de 2017. | Rosario                         |
| Santa FeRosarioSanta Fe y Rosario, ciudades sedes del Campeonato Mundial de Voleibol Femenino Sub-18 de 2017. | Estadio Cubierto Claudio Newell |
| Santa FeRosarioSanta Fe y Rosario, ciudades sedes del Campeonato Mundial de Voleibol Femenino Sub-18 de 2017. | Capacidad: 11.400 espectadores  |
| Santa FeRosarioSanta Fe y Rosario, ciudades sedes del Campeonato Mundial de Voleibol Femenino Sub-18 de 2017. |                                 |

En febrero de 2016 la FIVB anunció a Argentina como el país anfitrión del torneo. En diciembre de 2016 se confirmaron a Santa Fe y Rosario como las ciudades sedes luego que la FIVB presentara su calendario de competencias para el año 2017.
Esta es la primera vez que Argentina acoge un campeonato mundial FIVB en la rama femenina, anteriormente había organizado el Campeonato Mundial de Voleibol Masculino Sub-21 de 1993 y las ediciones 2011 y 2015 del Campeonato Mundial de Voleibol Masculino Sub-19.
En cuanto a las ciudades, Rosario repite como sede de un campeonato mundial FIVB en categorías de base tras albergar el Mundial de Voleibol Masculino Sub-21 de 1993 citado anteriormente, mientras que Santa Fe será sede de un evento mundial de voleibol categorías base FIVB por primera vez.

#### Recintos
Los recintos elegidos para el desarrollo de los partidos fueron el Estadio de la Universidad Tecnológica Nacional de Santa Fe y el Estadio Cubierto Claudio Newell, propiedad del Club Atlético Newell's Old Boys, ubicado en Rosario. En marzo de 2017 ambos escenarios recibieron la inspección del vicepresidente de la Confederación Sudamericana de Voleibol Tullio Texeira en su calidad de delegado de la Federación Internacional de Voleibol.

### Formato de competición
El torneo se desarrolla dividido en dos rondas.
En la primera ronda las 20 selecciones fueron repartidas en 4 grupos de 5 equipos, en cada grupo se jugó con un sistema de todos contra todos y los equipos fueron clasificados de acuerdo a los siguientes criterios:
1. Partidos ganados.
2. Puntos obtenidos, los cuales son otorgados de la siguiente manera:
  - Partido con resultado final 3-0 o 3-1: 3 puntos al ganador y 0 puntos al perdedor.
  - Partido con resultado final 3-2: 2 puntos al ganador y 1 puntos al perdedor.
3. Proporción entre los sets ganados y los sets perdidos (Sets ratio).
4. Proporción entre los puntos ganados y los puntos perdidos (Puntos ratio).
5. Si el empate en puntos ratio persiste entre dos equipos se le da prioridad al equipo que haya ganado el último partido entre los equipos implicados.
6. Si el empate en puntos ratio es entre tres o más equipos se elabora una nueva clasificación tomando en consideración solo los partidos jugados entre los equipos implicados.

En la segunda ronda, el último clasificado de cada grupo jugará partidos de clasificación para la posición 17-20 en un sistema de todos contra todos. Los otros 16 equipos avanzan a los octavos de final, que consta de un playoff (primero del Grupo A contra el cuarto del Grupo B, primero del Grupo C contra el cuarto del Grupo D, etc.). Los ganadores de los partidos de playoff avanzarán a los cuartos de final, semifinales y finales para clasificarse de la primera a la octava posición, mientras que los perdedores del partido de playoff jugarán partidos de clasificación, con cuartos de final, semifinales y finales con sistema similares, para clasificarse de la novena a la decimosexta posición.

## Equipos participantes
Veinte asociaciones nacionales de voleibol afiliadas a la FIVB representadas por sus selecciones femeninas categoría sub-18 participarán en el torneo. Los siete campeones que, hasta esta edición, tiene el mundial femenino sub-18 estarán presentes y solamente habrá una selección debutante.
| Equipo               | Vía de clasificación                                                         | Fecha de clasificación  | Participaciones anteriores                                                              | Mejor participación              |
| -------------------- | ---------------------------------------------------------------------------- | ----------------------- | --------------------------------------------------------------------------------------- | -------------------------------- |
| Argentina            | Anfitrión                                                                    | 2 de febrero de 2016    | 9 (1989, 1991, 1997, 1999, 2001, 2005, 2011, 2013, 2015)                                | 7.º (1991)                       |
| Brasil               | Finalistas en el Campeonato Sudamericano de Voleibol Femenino Sub-18 de 2016 | 27 de agosto de 2016    | 14 (1989, 1991, 1993, 1995, 1997, 1999, 2001, 2003, 2005, 2007, 2009, 2011, 2013, 2015) | Campeón (1997, 2005, 2009)       |
| Perú                 | Finalistas en el Campeonato Sudamericano de Voleibol Femenino Sub-18 de 2016 | 27 de agosto de 2016    | 6 (1989, 1993, 2007, 2009, 2013, 2015)                                                  | 4.º (1993, 2013)                 |
| República Dominicana | Finalistas en el Campeonato NORCECA Sub-18 de 2016                           | 6 de septiembre de 2016 | 6 (1997, 2001, 2007, 2009, 2013, 2015)                                                  | 8.º (2001, 2007, 2013)           |
| Estados Unidos       | Finalistas en el Campeonato NORCECA Sub-18 de 2016                           | 6 de septiembre de 2016 | 9 (1989, 1999, 2003, 2005, 2007, 2009, 2011, 2013, 2015)                                | Subcampeón (2013, 2015)          |
| Japón                | Semifinalistas en el Campeonato Asiático Sub-18 de 2017                      | 11 de marzo de 2017     | 12 (1989, 1991, 1993, 1995, 1997, 1999, 2001, 2007, 2009, 2011, 2013, 2015)             | Campeón (1995, 1999)             |
| Tailandia            | Semifinalistas en el Campeonato Asiático Sub-18 de 2017                      | 11 de marzo de 2017     | 6 (1997, 2003, 2009, 2011, 2013, 2015)                                                  | 5.º (1997)                       |
| China                | Semifinalistas en el Campeonato Asiático Sub-18 de 2017                      | 11 de marzo de 2017     | 10 (1995, 1999, 2001, 2003, 2005, 2007, 2009, 2011, 2013, 2015)                         | Campeón (2001, 2003, 2007, 2013) |
| Corea del Sur        | Semifinalistas en el Campeonato Asiático Sub-18 de 2017                      | 11 de marzo de 2017     | 10 (1989, 1991, 1993, 1995, 1997, 1999, 2001, 2005, 2007, 2015)                         | Campeón (1991)                   |
| Cuba                 | Mejores equipos de NORCECA en la Copa Panamericana de Voleibol Sub-18 2017   | 30 de marzo de 2017     | 5 (1989, 1993, 1995, 1997, 2015)                                                        | 5.º (1989)                       |
| México               | Mejores equipos de NORCECA en la Copa Panamericana de Voleibol Sub-18 2017   | 30 de marzo de 2017     | 7 (1993, 1995, 2007, 2009, 2011, 2013, 2015)                                            | 9.º (1993, 2009)                 |
| Colombia             | Mejor equipo CSV en la CP Sub-18 2017                                        | 31 de marzo de 2017     | 0 (Debutante)                                                                           | Ninguna                          |
| Italia               | Semifinalistas en el Campeonato Europeo de Voleibol Femenino Sub-18 de 2017  | 5 de abril de 2017      | 11 (1995, 1997, 1999, 2001, 2003, 2005, 2007, 2009, 2011, 2013, 2015)                   | Campeón (2015)                   |
| Bielorrusia          | Semifinalistas en el Campeonato Europeo de Voleibol Femenino Sub-18 de 2017  | 5 de abril de 2017      | 3 (2001, 2003, 2005)                                                                    | 9.º (2005)                       |
| Serbia               | Semifinalistas en el Campeonato Europeo de Voleibol Femenino Sub-18 de 2017  | 6 de abril de 2017      | 6 (2003, 2007, 2009, 2011, 2013, 2015)                                                  | Subcampeón (2009)                |
| Rusia                | Semifinalistas en el Campeonato Europeo de Voleibol Femenino Sub-18 de 2017  | 6 de abril de 2017      | 11 (1989, 1991, 1993, 1995, 1997, 1999, 2001, 2003, 2005, 2007, 2015)                   | Campeón (1989, 1993)             |
| Alemania             | Quinto en el Europeo Sub-18 de 2017                                          | 8 de abril de 2017      | 4 (2007, 2009, 2011, 2015)                                                              | 5.º (2011)                       |
| Eslovenia            | Sexto en el Europeo Sub-18 de 2017                                           | 8 de abril de 2017      | 1 (2013)                                                                                | 13.º (2013)                      |
| Turquía              | Equipos no clasificados mejor ubicados en el Ranking FIVB Sub-18             | Abril de 2017           | 7 (1993, 1999, 2007, 2009, 2011, 2013, 2015)                                            | Campeón (2011)                   |
| Polonia              | Equipos no clasificados mejor ubicados en el Ranking FIVB Sub-18             | Abril de 2017           | 8 (1991, 1997, 1999, 2001, 2003, 2011, 2013, 2015)                                      | 3.º (2001)                       |

### Conformación de los grupos
El sorteo para la conformación de los grupos se llevó a cabo el 10 de mayo de 2017 en Hotel Presidente de la ciudad de Rosario. Argentina, por su condición de anfitrión, y las 7 selecciones mejor ubicadas en el ranking FIVB sub-20 de enero de 2017 fueron asignadas a los grupos mediante el sistema serpentín del grupo A al D y del D a A quedando cubiertas las primeras dos líneas de los 4 grupos. Las 12 selecciones restantes fueron las que participaron del sorteo, para esto se las distribuyeron en 3 bombos de acuerdo a la región geográfica a la que pertenecen con el fin de evitar tener a varios equipos de la misma confederación en un mismo grupo, el bombo uno estuvo conformado por los tres representantes europeos restantes más Japón, el bombo dos por los representantes sudamericanos más Corea del Sur y el bombo tres por los representantes de NORCECA más Tailandia.
Entre paréntesis se indica el puesto de cada selección en el ranking FIVB tomado en consideración.
| Cabezas de serie | 2.ª Cabezas de serie | 1.ª Serie de sorteo                                    | 2.ª Serie de sorteo                                   | 3.ª Serie de sorteo                                       |
| --- | --- | ------------------------------------------------------ | ----------------------------------------------------- | --------------------------------------------------------- |
| Argentina asignado al grupo A (10) Estados Unidos asignado al grupo B (1) Italia asignado al grupo C (2) China asignado al grupo D (3) | Turquía asignado al grupo D (4) Serbia asignado al grupo C (5) Rusia asignado al grupo B (6) Alemania asignado al grupo A (7) | Japón (8) Polonia (15) Eslovenia (37) Bielorrusia (45) | Brasil (9) Perú (14) Corea del Sur (18) Colombia (22) | Rep. Dominicana (12) México (16) Tailandia (16) Cuba (29) |

El procedimiento del sorteo fue el siguiente:
- Luego de anunciadas las cabezas de serie se procedió a sortear a los equipos del bombo 1 que fueron asignados a la tercera línea de los grupos.
- El grupo al que pertenecerían las selecciones sorteadas del bombo uno se definió mediante el sorteo de un cuarto bombo que contenía las letras A, B, C y D, cada equipo sorteado fue asignado al grupo de la letra sorteada inmediatamente después.
- El mismo procedimiento de sorteo del bombo uno se aplicó para sortear los equipos de los bombos 2 y 3, con los equipos del bombo dos asignados a la cuarta línea de los grupos y los equipos de bombo tres asignados a la quinta línea.

Una vez culminado el sorteo, y para efectos de la elaboración del calendario de la competencia, Argentina decidió ubicarse en la quinta línea del grupo A intercambiando posiciones con Cuba, con lo que los grupos quedaron conformados de la siguiente manera:
| Grupo A                                                     | Grupo B                                        | Grupo C                                  | Grupo D                                       |
| ----------------------------------------------------------- | ---------------------------------------------- | ---------------------------------------- | --------------------------------------------- |
| Cuba Alemania Eslovenia Corea del Sur Argentina (Anfitrión) | Estados Unidos Rusia Bielorrusia Brasil México | Italia Serbia Polonia Colombia Tailandia | China Turquía Japón Perú República Dominicana |

## Resultados
- Las horas indicadas corresponden al huso horario local de Argentina (Hora oficial argentina – HOA): UTC-3.

### Fase de grupos
– Clasificados a octavos de final.      – Pasan a disputar la clasificación del 17.º al 20.º puesto.

#### Grupo A
- Sede: Estadio UTN Santa Fe, Santa Fe.

Los horarios de la primera jornada fueron modificados respecto de su programación inicial, el partido entre Eslovenia y Corea de Sur se adelantó una hora y el partido entre Alemania y Argentina se retrasó una hora. Estos cambios se produjeron porque entre ambos encuentros se llevó a cabo la ceremonia de inauguración del campeonato mundial en Santa Fe.
| Pos. | Equipo        | Partidos | Partidos | Partidos | Pts. | Sets | Sets | Sets  | Puntos | Puntos | Puntos |
| Pos. | Equipo        | PJ       | PG       | PP       | Pts. | SG   | SP   | Ratio | PG     | PP     | Ratio  |
| ---- | ------------- | -------- | -------- | -------- | ---- | ---- | ---- | ----- | ------ | ------ | ------ |
| 1    | Argentina     | 4        | 4        | 0        | 11   | 12   | 4    | 3.000 | 377    | 317    | 1.189  |
| 2    | Eslovenia     | 4        | 2        | 2        | 7    | 9    | 6    | 1.500 | 322    | 307    | 1.048  |
| 3    | Alemania      | 4        | 2        | 2        | 5    | 9    | 10   | 0.900 | 395    | 393    | 1.005  |
| 4    | Corea del Sur | 4        | 2        | 2        | 5    | 6    | 9    | 0.666 | 305    | 328    | 0.929  |
| 5    | Cuba          | 4        | 0        | 4        | 2    | 5    | 12   | 0.416 | 327    | 381    | 0.858  |

| Fecha        | Hora  | Equipo 1      | Res.  | Equipo 2      | Set 1 | Set 2 | Set 3 | Set 4 | Set 5 | Total     | Reporte |
| ------------ | ----- | ------------- | ----- | ------------- | ----- | ----- | ----- | ----- | ----- | --------- | ------- |
| 18 de agosto | 16:30 | Eslovenia     | 3 – 0 | Corea del Sur | 25-16 | 25-18 | 26-24 |       |       | 76 – 58   | P2 P3   |
| 18 de agosto | 20:30 | Alemania      | 1 – 3 | Argentina     | 17-25 | 23-25 | 27-25 | 14-25 |       | 81 – 100  | P2 P3   |
| 19 de agosto | 17:30 | Cuba          | 2 – 3 | Alemania      | 22-25 | 25-16 | 25-22 | 20-25 | 10-15 | 102 – 103 | P2 P3   |
| 19 de agosto | 19:30 | Eslovenia     | 1 – 3 | Argentina     | 21-25 | 20-25 | 25-21 | 18-25 |       | 84 – 96   | P2 P3   |
| 20 de agosto | 17:30 | Cuba          | 0 – 3 | Eslovenia     | 12-25 | 17-25 | 22-25 |       |       | 51 – 75   | P2 P3   |
| 20 de agosto | 19:30 | Corea del Sur | 0 – 3 | Argentina     | 21-25 | 15-25 | 10-25 |       |       | 46 – 75   | P2 P3   |
| 21 de agosto | 17:30 | Alemania      | 3 – 2 | Eslovenia     | 19-25 | 25-15 | 25-12 | 18-25 | 15-10 | 102 – 87  | P2 P3   |
| 21 de agosto | 19:30 | Cuba          | 1 – 3 | Corea del Sur | 16-25 | 18-25 | 25-22 | 9-25  |       | 68 – 97   | P2 P3   |
| 22 de agosto | 17:30 | Alemania      | 2 – 3 | Corea del Sur | 25-21 | 25-18 | 23-25 | 23-25 | 13-15 | 109 – 104 | P2 P3   |
| 22 de agosto | 19:30 | Cuba          | 2 – 3 | Argentina     | 25-23 | 25-16 | 20-25 | 25-27 | 11-15 | 106 – 106 | P2 P3   |

#### Grupo B
- Sede: Estadio UTN Santa Fe, Santa Fe.

| Pos. | Equipo         | Partidos | Partidos | Partidos | Pts. | Sets | Sets | Sets  | Puntos | Puntos | Puntos |
| Pos. | Equipo         | PJ       | PG       | PP       | Pts. | SG   | SP   | Ratio | PG     | PP     | Ratio  |
| ---- | -------------- | -------- | -------- | -------- | ---- | ---- | ---- | ----- | ------ | ------ | ------ |
| 1    | Rusia          | 4        | 4        | 0        | 11   | 12   | 2    | 6.000 | 333    | 260    | 1.280  |
| 2    | Bielorrusia    | 4        | 3        | 1        | 9    | 9    | 4    | 2.250 | 304    | 262    | 1.160  |
| 3    | Estados Unidos | 4        | 2        | 2        | 4    | 7    | 10   | 0.700 | 338    | 383    | 0.882  |
| 4    | Brasil         | 4        | 1        | 3        | 5    | 7    | 9    | 0.777 | 337    | 329    | 1.024  |
| 5    | México         | 4        | 0        | 4        | 1    | 2    | 12   | 0.166 | 258    | 336    | 0.767  |

| Fecha        | Hora  | Equipo 1       | Res.  | Equipo 2    | Set 1 | Set 2 | Set 3 | Set 4 | Set 5 | Total     | Reporte |
| ------------ | ----- | -------------- | ----- | ----------- | ----- | ----- | ----- | ----- | ----- | --------- | ------- |
| 18 de agosto | 10:00 | Bielorrusia    | 3 – 0 | Brasil      | 25-18 | 26-24 | 25-14 |       |       | 76 – 56   | P2 P3   |
| 18 de agosto | 12:00 | Rusia          | 3 – 0 | México      | 25-18 | 25-14 | 25-13 |       |       | 75 – 45   | P2 P3   |
| 19 de agosto | 10:00 | Estados Unidos | 0 – 3 | Rusia       | 17-25 | 20-25 | 19-25 |       |       | 56 – 75   | P2 P3   |
| 19 de agosto | 12:00 | Bielorrusia    | 3 – 0 | México      | 25-19 | 25-20 | 25-14 |       |       | 75 – 53   | P2 P3   |
| 20 de agosto | 10:00 | Brasil         | 3 – 0 | México      | 25-17 | 25-16 | 25-19 |       |       | 75 – 52   | P2 P3   |
| 20 de agosto | 12:00 | Estados Unidos | 1 – 3 | Bielorrusia | 20-25 | 13-25 | 25-21 | 20-25 |       | 78 – 96   | P2 P3   |
| 21 de agosto | 10:00 | Rusia          | 3 – 0 | Bielorrusia | 25-18 | 25-20 | 25-19 |       |       | 75 – 57   | P2 P3   |
| 21 de agosto | 12:00 | Estados Unidos | 3 – 2 | Brasil      | 26-24 | 19-25 | 8-25  | 25-19 | 15-11 | 93 – 104  | P2 P3   |
| 22 de agosto | 10:00 | Estados Unidos | 3 – 2 | México      | 17-25 | 24-26 | 25-19 | 30-28 | 15-10 | 111 – 108 | P2 P3   |
| 22 de agosto | 12:00 | Rusia          | 3 – 2 | Brasil      | 25-23 | 23-25 | 25-20 | 20-25 | 15-9  | 108 – 102 | P2 P3   |

#### Grupo C
- Sede: Estadio Cubierto Claudio Newell, Rosario.

Los horarios de los partidos de la primera jornada fueron retrasados media hora respecto de su programación inicial debido a que la ceremonia inaugural en Rosario, llevada a cabo antes de los partidos, se extendió más de lo estimado.
| Pos. | Equipo    | Partidos | Partidos | Partidos | Pts. | Sets | Sets | Sets  | Puntos | Puntos | Puntos |
| Pos. | Equipo    | PJ       | PG       | PP       | Pts. | SG   | SP   | Ratio | PG     | PP     | Ratio  |
| ---- | --------- | -------- | -------- | -------- | ---- | ---- | ---- | ----- | ------ | ------ | ------ |
| 1    | Italia    | 4        | 4        | 0        | 11   | 12   | 2    | 6.000 | 336    | 250    | 1.344  |
| 2    | Polonia   | 4        | 3        | 1        | 10   | 11   | 4    | 2.750 | 352    | 311    | 1.131  |
| 3    | Serbia    | 4        | 2        | 2        | 6    | 6    | 7    | 0.857 | 287    | 286    | 1.003  |
| 4    | Colombia  | 4        | 1        | 3        | 3    | 4    | 9    | 0.444 | 277    | 293    | 0.945  |
| 5    | Tailandia | 4        | 0        | 4        | 0    | 1    | 12   | 0.083 | 213    | 325    | 0.655  |

| Fecha        | Hora  | Equipo 1 | Res.  | Equipo 2  | Set 1 | Set 2 | Set 3 | Set 4 | Set 5 | Total    | Reporte |
| ------------ | ----- | -------- | ----- | --------- | ----- | ----- | ----- | ----- | ----- | -------- | ------- |
| 18 de agosto | 18:00 | Polonia  | 3 – 0 | Colombia  | 25-23 | 25-7  | 27-25 |       |       | 77 – 55  | P2 P3   |
| 18 de agosto | 20:00 | Serbia   | 3 – 0 | Tailandia | 25-16 | 27-25 | 25-6  |       |       | 77 – 47  | P2 P3   |
| 19 de agosto | 17:30 | Italia   | 3 – 0 | Serbia    | 25-15 | 25-18 | 25-18 |       |       | 75 – 51  | P2 P3   |
| 19 de agosto | 19:30 | Polonia  | 3 – 1 | Tailandia | 25-21 | 23-25 | 25-17 | 25-11 |       | 98 – 74  | P2 P3   |
| 20 de agosto | 17:30 | Italia   | 3 – 2 | Polonia   | 22-25 | 25-16 | 25-20 | 23-25 | 15-12 | 110 – 98 | P2 P3   |
| 20 de agosto | 19:30 | Colombia | 3 – 0 | Tailandia | 25-14 | 25-17 | 25-22 |       |       | 75 – 53  | P2 P3   |
| 21 de agosto | 17:30 | Serbia   | 0 – 3 | Polonia   | 27-29 | 22-25 | 23-25 |       |       | 72 – 79  | P2 P3   |
| 21 de agosto | 19:30 | Italia   | 3 – 0 | Colombia  | 25-19 | 25-19 | 26-24 |       |       | 76 – 62  | P2 P3   |
| 22 de agosto | 17:30 | Serbia   | 3 – 1 | Colombia  | 25-18 | 12-25 | 25-20 | 25-22 |       | 87 – 85  | P2 P3   |
| 22 de agosto | 19:30 | Italia   | 3 – 0 | Tailandia | 25-10 | 25-12 | 25-17 |       |       | 75 – 39  | P2 P3   |

#### Grupo D
- Sede: Estadio Cubierto Claudio Newell, Rosario.

| Pos. | Equipo               | Partidos | Partidos | Partidos | Pts. | Sets | Sets | Sets  | Puntos | Puntos | Puntos |
| Pos. | Equipo               | PJ       | PG       | PP       | Pts. | SG   | SP   | Ratio | PG     | PP     | Ratio  |
| ---- | -------------------- | -------- | -------- | -------- | ---- | ---- | ---- | ----- | ------ | ------ | ------ |
| 1    | Turquía              | 4        | 4        | 0        | 12   | 12   | 2    | 6.000 | 344    | 263    | 1.307  |
| 2    | Japón                | 4        | 3        | 1        | 9    | 10   | 3    | 3.333 | 322    | 253    | 1.272  |
| 3    | República Dominicana | 4        | 2        | 2        | 6    | 7    | 7    | 1.000 | 289    | 301    | 0.960  |
| 4    | Perú                 | 4        | 1        | 3        | 3    | 4    | 10   | 0.400 | 306    | 320    | 0.956  |
| 5    | China                | 4        | 0        | 4        | 0    | 1    | 12   | 0.083 | 198    | 322    | 0.614  |

| Fecha        | Hora  | Equipo 1 | Res.  | Equipo 2             | Set 1 | Set 2 | Set 3 | Set 4 | Set 5 | Total    | Reporte |
| ------------ | ----- | -------- | ----- | -------------------- | ----- | ----- | ----- | ----- | ----- | -------- | ------- |
| 18 de agosto | 10:00 | Japón    | 3 – 0 | Perú                 | 25-23 | 26-24 | 25-18 |       |       | 76 – 65  | P2 P3   |
| 18 de agosto | 12:00 | Turquía  | 3 – 1 | República Dominicana | 25-21 | 18-25 | 25-16 | 25-14 |       | 93 – 76  | P2 P3   |
| 19 de agosto | 10:00 | China    | 0 – 3 | Turquía              | 22-25 | 8-25  | 5-25  |       |       | 35 – 75  | P2 P3   |
| 19 de agosto | 12:00 | Japón    | 3 – 0 | República Dominicana | 25-20 | 25-8  | 25-19 |       |       | 75 – 47  | P2 P3   |
| 20 de agosto | 10:00 | Perú     | 1 – 3 | República Dominicana | 18-25 | 25-16 | 22-25 | 23-25 |       | 88 – 91  | P2 P3   |
| 20 de agosto | 12:00 | China    | 0 – 3 | Japón                | 13-25 | 11-25 | 16-25 |       |       | 40 – 75  | P2 P3   |
| 21 de agosto | 10:00 | Turquía  | 3 – 1 | Japón                | 25-20 | 25-23 | 21-25 | 30-28 |       | 101 – 96 | P2 P3   |
| 21 de agosto | 12:00 | China    | 1 – 3 | Perú                 | 17-25 | 25-22 | 18-25 | 18-25 |       | 78 – 97  | P2 P3   |
| 22 de agosto | 10:00 | China    | 0 – 3 | República Dominicana | 13-25 | 11-25 | 21-25 |       |       | 45 – 75  | P2 P3   |
| 22 de agosto | 12:00 | Turquía  | 3 – 0 | Perú                 | 25-20 | 25-17 | 25-19 |       |       | 75 – 56  | P2 P3   |

### Fase final

#### Clasificación 17.º al 20.º puesto
Los partidos de la segunda y tercera jornada se adelantaron una hora respecto de su programación inicial.
| Pos. | Equipo    | Partidos | Partidos | Partidos | Pts. | Sets | Sets | Sets  | Puntos | Puntos | Puntos |
| Pos. | Equipo    | PJ       | PG       | PP       | Pts. | SG   | SP   | Ratio | PG     | PP     | Ratio  |
| ---- | --------- | -------- | -------- | -------- | ---- | ---- | ---- | ----- | ------ | ------ | ------ |
| 17   | Tailandia | 3        | 2        | 1        | 7    | 8    | 3    | 2.666 | 250    | 231    | 1.082  |
| 18   | México    | 3        | 2        | 1        | 5    | 6    | 6    | 1.000 | 260    | 246    | 1.056  |
| 19   | China     | 3        | 1        | 2        | 4    | 5    | 6    | 0.833 | 239    | 255    | 0.937  |
| 20   | Cuba      | 3        | 1        | 2        | 2    | 4    | 8    | 0.500 | 253    | 270    | 0.937  |

| Fecha        | Hora  | Equipo 1  | Res.  | Equipo 2  | Set 1 | Set 2 | Set 3 | Set 4 | Set 5 | Total     | Reporte |
| ------------ | ----- | --------- | ----- | --------- | ----- | ----- | ----- | ----- | ----- | --------- | ------- |
| 23 de agosto | 10:00 | Cuba      | 1 – 3 | México    | 15-25 | 25-16 | 17-25 | 16-25 |       | 73 – 91   | P2 P3   |
| 23 de agosto | 10:00 | Tailandia | 3 – 0 | China     | 25-22 | 25-17 | 25-23 |       |       | 75 – 62   | P2 P3   |
| 25 de agosto | 9:00  | Cuba      | 0 – 3 | China     | 23-25 | 23-25 | 27-29 |       |       | 73 – 79   | P2 P3   |
| 25 de agosto | 11:00 | México    | 0 – 3 | Tailandia | 23-25 | 20-25 | 19-25 |       |       | 62 – 75   | P2 P3   |
| 26 de agosto | 9:00  | México    | 3 – 2 | China     | 25-22 | 21-25 | 25-13 | 21-25 | 15-13 | 107 – 98  | P2 P3   |
| 26 de agosto | 11:00 | Cuba      | 3 – 2 | Tailandia | 25-20 | 23-25 | 18-25 | 25-16 | 16-14 | 107 – 100 | P2 P3   |

#### Clasificación 1.° al 16.° puesto
|  | Octavos de final | Octavos de final |                 |                | Cuartos de final | Cuartos de final |  |                 | Semifinales | Semifinales |         |              | Final        | Final |  |
|  |                  |                  |                 |                |                  |                  |  |                 |             |             |         |              |              |       |  |
|  |                  |                  |                 |                |                  |                  |  |                 |             |             |         |              |              |       |  |
|  | Eslovenia        | 0                |                 |                |                  |                  |  |                 |             |             |         |              |              |       |  |
|  | Eslovenia        | 0                |                 |                |                  |                  |  |                 |             |             |         |              |              |       |  |
|  | Estados Unidos   | 3                |                 |                |                  |                  |  |                 |             |             |         |              |              |       |  |
|  | Estados Unidos   | 3                |                 | Estados Unidos | 0                |                  |  |                 |             |             |         |              |              |       |  |
|  |                  |                  |                 | Estados Unidos | 0                |                  |  |                 |             |             |         |              |              |       |  |
|  |                  |                  | Italia          | 3              |                  |                  |  |                 |             |             |         |              |              |       |  |
|  | Italia           | 3                | Italia          | 3              |                  |                  |  |                 |             |             |         |              |              |       |  |
|  | Italia           | 3                |                 |                |                  |                  |  |                 |             |             |         |              |              |       |  |
|  | Perú             | 0                |                 |                |                  |                  |  |                 |             |             |         |              |              |       |  |
|  | Perú             | 0                |                 |                |                  |                  |  | Italia          | 3           |             |         |              |              |       |  |
|  |                  |                  |                 |                |                  |                  |  | Italia          | 3           |             |         |              |              |       |  |
|  |                  |                  | Turquía         | 1              |                  |                  |  |                 |             |             |         |              |              |       |  |
|  | Bielorrusia      | 2                | Turquía         | 1              |                  |                  |  |                 |             |             |         |              |              |       |  |
|  | Bielorrusia      | 2                |                 |                |                  |                  |  |                 |             |             |         |              |              |       |  |
|  | Alemania         | 3                |                 |                |                  |                  |  |                 |             |             |         |              |              |       |  |
|  | Alemania         | 3                |                 | Alemania       | 0                |                  |  |                 |             |             |         |              |              |       |  |
|  |                  |                  |                 | Alemania       | 0                |                  |  |                 |             |             |         |              |              |       |  |
|  |                  |                  | Turquía         | 3              |                  |                  |  |                 |             |             |         |              |              |       |  |
|  | Turquía          | 3                | Turquía         | 3              |                  |                  |  |                 |             |             |         |              |              |       |  |
|  | Turquía          | 3                |                 |                |                  |                  |  |                 |             |             |         |              |              |       |  |
|  | Colombia         | 0                |                 |                |                  |                  |  |                 |             |             |         |              |              |       |  |
|  | Colombia         | 0                |                 |                |                  |                  |  |                 |             |             |         | Italia       | 3            |       |  |
|  |                  |                  |                 |                |                  |                  |  |                 |             |             |         | Italia       | 3            |       |  |
|  |                  |                  | Rep. Dominicana | 1              |                  |                  |  |                 |             |             |         |              |              |       |  |
|  | Argentina        | 3                | Rep. Dominicana | 1              |                  |                  |  |                 |             |             |         |              |              |       |  |
|  | Argentina        | 3                |                 |                |                  |                  |  |                 |             |             |         |              |              |       |  |
|  | Brasil           | 1                |                 |                |                  |                  |  |                 |             |             |         |              |              |       |  |
|  | Brasil           | 1                |                 | Argentina      | 0                |                  |  |                 |             |             |         |              |              |       |  |
|  |                  |                  |                 | Argentina      | 0                |                  |  |                 |             |             |         |              |              |       |  |
|  |                  |                  | Rep. Dominicana | 3              |                  |                  |  |                 |             |             |         |              |              |       |  |
|  | Polonia          | 2                | Rep. Dominicana | 3              |                  |                  |  |                 |             |             |         |              |              |       |  |
|  | Polonia          | 2                |                 |                |                  |                  |  |                 |             |             |         |              |              |       |  |
|  | Rep. Dominicana  | 3                |                 |                |                  |                  |  |                 |             |             |         |              |              |       |  |
|  | Rep. Dominicana  | 3                |                 |                |                  |                  |  | Rep. Dominicana | 3           |             |         |              |              |       |  |
|  |                  |                  |                 |                |                  |                  |  | Rep. Dominicana | 3           |             |         |              |              |       |  |
|  |                  |                  | Rusia           | 0              |                  |                  |  |                 |             |             |         |              |              |       |  |
|  | Rusia            | 3                | Rusia           | 0              |                  |                  |  |                 |             |             |         |              |              |       |  |
|  | Rusia            | 3                |                 |                |                  |                  |  |                 |             |             |         |              |              |       |  |
|  | Corea del Sur    | 1                |                 |                |                  |                  |  |                 |             |             |         |              |              |       |  |
|  | Corea del Sur    | 1                |                 | Rusia          | 3                |                  |  |                 |             |             |         | Tercer lugar | Tercer lugar |       |  |
|  |                  |                  |                 | Rusia          | 3                |                  |  |                 |             |             |         | Tercer lugar | Tercer lugar |       |  |
|  |                  |                  | Japón           | 0              |                  |                  |  |                 |             |             |         |              |              |       |  |
|  | Japón            | 3                | Japón           | 0              |                  |                  |  |                 |             |             | Turquía | 1            |              |       |  |
|  | Japón            | 3                |                 |                |                  |                  |  |                 |             |             | Turquía | 1            |              |       |  |
|  | Serbia           | 2                |                 |                |                  |                  |  |                 |             |             |         |              | Rusia        | 3     |  |
|  | Serbia           | 2                |                 |                |                  |                  |  |                 |             |             |         |              | Rusia        | 3     |  |
|  |                  |                  |                 |                |                  |                  |  |                 |             |             |         |              |              |       |  |

##### Octavos de final
| Fecha        | Hora  | Equipo 1    | Res.  | Equipo 2             | Set 1 | Set 2 | Set 3 | Set 4 | Set 5 | Total     | Reporte |
| ------------ | ----- | ----------- | ----- | -------------------- | ----- | ----- | ----- | ----- | ----- | --------- | ------- |
| 23 de agosto | 12:00 | Rusia       | 3 – 1 | Corea del Sur        | 25-17 | 25-16 | 18-25 | 25-18 |       | 93 – 76   | P2 P3   |
| 23 de agosto | 12:00 | Japón       | 3 – 2 | Serbia               | 25-21 | 25-18 | 26-28 | 19-25 | 17-15 | 112 – 107 | P2 P3   |
| 23 de agosto | 16:00 | Bielorrusia | 2 – 3 | Alemania             | 25-20 | 22-25 | 18-25 | 25-16 | 10-15 | 100 – 101 | P2 P3   |
| 23 de agosto | 16:00 | Turquía     | 3 – 0 | Colombia             | 25-14 | 25-13 | 25-19 |       |       | 75 – 46   | P2 P3   |
| 23 de agosto | 18:00 | Eslovenia   | 0 – 3 | Estados Unidos       | 21-25 | 18-25 | 22-25 |       |       | 61 – 75   | P2 P3   |
| 23 de agosto | 18:00 | Italia      | 3 – 0 | Perú                 | 25-20 | 25-13 | 25-13 |       |       | 75 – 46   | P2 P3   |
| 23 de agosto | 20:00 | Argentina   | 3 – 1 | Brasil               | 22-25 | 25-23 | 25-17 | 25-18 |       | 97 – 83   | P2 P3   |
| 23 de agosto | 20:00 | Polonia     | 2 – 3 | República Dominicana | 21-25 | 22-25 | 25-15 | 25-20 | 14-16 | 107 – 101 | P2 P3   |

##### Clasificación 9.º al 16.º puesto
Los equipos que resultaron perdedores en los octavos de final pasaron a disputar la clasificación del 9.° al 16.° puesto.
|  | Partido 13.º y 14.º puesto | Partido 13.º y 14.º puesto |               |   | Semifinales 13.º al 16.º puesto | Semifinales 13.º al 16.º puesto |             |   | Cuartos de final 9.º al 16.º puesto | Cuartos de final 9.º al 16.º puesto |        |   | Semifinales 9.º al 12.º puesto | Semifinales 9.º al 12.º puesto |  |  | Partido 9.º y 10.º puesto | Partido 9.º y 10.º puesto |
|  |                            |                            |               |   |                                 |                                 |             |   |                                     |                                     |        |   |                                |                                |  |  |                           |                           |
|  |                            |                            |               |   |                                 |                                 |             |   |                                     |                                     |        |   |                                |                                |  |  |                           |                           |
|  |                            |                            |               |   |                                 |                                 |             |   |                                     |                                     |        |   |                                |                                |  |  |                           |                           |
|  |                            |                            |               |   |                                 |                                 |             |   | Eslovenia                           | 1                                   |        |   |                                |                                |  |  |                           |                           |
|  |                            |                            |               |   |                                 |                                 |             |   | Eslovenia                           | 1                                   |        |   |                                |                                |  |  |                           |                           |
|  |                            |                            | Perú          | 3 |                                 |                                 |             |   |                                     |                                     |        |   |                                |                                |  |  |                           |                           |
|  |                            | Eslovenia                  | Perú          | 3 | 2                               |                                 |             |   |                                     | Perú                                | 0      |   |                                |                                |  |  |                           |                           |
|  |                            |                            |               |   | 2                               |                                 |             |   |                                     | Perú                                | 0      |   |                                |                                |  |  |                           |                           |
|  |                            |                            | Colombia      | 3 |                                 |                                 | Bielorrusia | 3 |                                     |                                     |        |   |                                |                                |  |  |                           |                           |
|  | Bielorrusia                | 3                          | Colombia      | 3 |                                 |                                 | Bielorrusia | 3 |                                     |                                     |        |   |                                |                                |  |  |                           |                           |
|  | Bielorrusia                | 3                          |               |   |                                 |                                 |             |   |                                     |                                     |        |   |                                |                                |  |  |                           |                           |
|  |                            |                            | Colombia      | 0 |                                 |                                 |             |   |                                     |                                     |        |   |                                |                                |  |  |                           |                           |
|  | Colombia                   | 0                          | Colombia      | 0 |                                 |                                 | Bielorrusia | 3 |                                     |                                     |        |   |                                |                                |  |  |                           |                           |
|  | Colombia                   | 0                          |               |   |                                 |                                 | Bielorrusia | 3 |                                     |                                     |        |   |                                |                                |  |  |                           |                           |
|  | Serbia                     | 3                          |               |   | Brasil                          | 1                               |             |   |                                     |                                     |        |   |                                |                                |  |  |                           |                           |
|  | Serbia                     | 3                          | Brasil        | 3 | Brasil                          | 1                               |             |   |                                     |                                     |        |   |                                |                                |  |  |                           |                           |
|  |                            |                            | Brasil        | 3 |                                 |                                 |             |   |                                     |                                     |        |   |                                |                                |  |  |                           |                           |
|  |                            |                            | Polonia       | 1 |                                 |                                 |             |   |                                     |                                     |        |   |                                |                                |  |  |                           |                           |
|  | Partido 15.º y 16.º puesto | Partido 15.º y 16.º puesto | Polonia       | 1 | Polonia                         | 1                               |             |   |                                     |                                     | Brasil | 3 | Partido 11.º y 12.º puesto     | Partido 11.º y 12.º puesto     |  |  |                           |                           |
|  | Partido 15.º y 16.º puesto | Partido 15.º y 16.º puesto |               |   | Polonia                         | 1                               |             |   |                                     |                                     | Brasil | 3 | Partido 11.º y 12.º puesto     | Partido 11.º y 12.º puesto     |  |  |                           |                           |
|  |                            |                            |               |   | Serbia                          | 3                               |             |   | Corea del Sur                       | 0                                   |        |   |                                |                                |  |  |                           |                           |
|  | Eslovenia                  | 3                          | Corea del Sur | 3 | Serbia                          | 3                               | Perú        | 1 | Corea del Sur                       | 0                                   |        |   |                                |                                |  |  |                           |                           |
|  | Eslovenia                  | 3                          | Corea del Sur | 3 |                                 |                                 | Perú        | 1 |                                     |                                     |        |   |                                |                                |  |  |                           |                           |
|  | Polonia                    | 2                          |               |   | Serbia                          | 1                               |             |   | Corea del Sur                       | 3                                   |        |   |                                |                                |  |  |                           |                           |

###### Cuartos de final 9.º al 16.º puesto
| Fecha        | Hora  | Equipo 1      | Res.  | Equipo 2 | Set 1 | Set 2 | Set 3 | Set 4 | Set 5 | Total   | Reporte |
| ------------ | ----- | ------------- | ----- | -------- | ----- | ----- | ----- | ----- | ----- | ------- | ------- |
| 25 de agosto | 14:00 | Brasil        | 3 – 1 | Polonia  | 21-25 | 25-18 | 25-16 | 25-17 |       | 96 – 76 | P2 P3   |
| 25 de agosto | 16:00 | Eslovenia     | 1 – 3 | Perú     | 20-25 | 25-19 | 22-25 | 17-25 |       | 84 – 94 | P2 P3   |
| 25 de agosto | 18:00 | Bielorrusia   | 3 – 0 | Colombia | 25-16 | 25-19 | 25-21 |       |       | 75 – 56 | P2 P3   |
| 25 de agosto | 20:00 | Corea del Sur | 3 – 1 | Serbia   | 25-17 | 23-25 | 25-14 | 25-23 |       | 98 – 79 | P2 P3   |

###### Semifinales 13.º al 16.º puesto
| Fecha        | Hora  | Equipo 1  | Res.  | Equipo 2 | Set 1 | Set 2 | Set 3 | Set 4 | Set 5 | Total    | Reporte |
| ------------ | ----- | --------- | ----- | -------- | ----- | ----- | ----- | ----- | ----- | -------- | ------- |
| 26 de agosto | 14:00 | Eslovenia | 2 – 3 | Colombia | 25-22 | 16-25 | 25-18 | 16-25 | 10-15 | 92 – 105 | P2 P3   |
| 26 de agosto | 16:00 | Polonia   | 1 – 3 | Serbia   | 24-26 | 25-23 | 16-25 | 12-25 |       | 77 – 99  | P2 P3   |

###### Semifinales 9.º al 12.º puesto
| Fecha        | Hora  | Equipo 1 | Res.  | Equipo 2      | Set 1 | Set 2 | Set 3 | Set 4 | Set 5 | Total   | Reporte |
| ------------ | ----- | -------- | ----- | ------------- | ----- | ----- | ----- | ----- | ----- | ------- | ------- |
| 26 de agosto | 18:00 | Perú     | 0 – 3 | Bielorrusia   | 18-25 | 17-25 | 23-25 |       |       | 58 – 75 | P2 P3   |
| 26 de agosto | 20:00 | Brasil   | 3 – 0 | Corea del Sur | 25-13 | 25-13 | 25-15 |       |       | 75 – 41 | P2 P3   |

###### Partido por el 15.º y 16.º puesto
| Fecha        | Hora  | Equipo 1 | Res.  | Equipo 2  | Set 1 | Set 2 | Set 3 | Set 4 | Set 5 | Total    | Reporte |
| ------------ | ----- | -------- | ----- | --------- | ----- | ----- | ----- | ----- | ----- | -------- | ------- |
| 27 de agosto | 10:00 | Polonia  | 2 – 3 | Eslovenia | 25-16 | 25-22 | 13-25 | 19-25 | 12-15 | 94 – 103 | P2 P3   |

###### Partido por el 13.º y 14.º puesto
| Fecha        | Hora  | Equipo 1 | Res.  | Equipo 2 | Set 1 | Set 2 | Set 3 | Set 4 | Set 5 | Total   | Reporte |
| ------------ | ----- | -------- | ----- | -------- | ----- | ----- | ----- | ----- | ----- | ------- | ------- |
| 27 de agosto | 12:00 | Serbia   | 3 – 0 | Colombia | 25-18 | 25-18 | 25-21 |       |       | 75 – 57 | P2 P3   |

###### Partido por el 11.º y 12.º puesto
| Fecha        | Hora  | Equipo 1 | Res.  | Equipo 2      | Set 1 | Set 2 | Set 3 | Set 4 | Set 5 | Total    | Reporte |
| ------------ | ----- | -------- | ----- | ------------- | ----- | ----- | ----- | ----- | ----- | -------- | ------- |
| 27 de agosto | 14:00 | Perú     | 1 – 3 | Corea del Sur | 22-25 | 20-25 | 27-25 | 16-25 |       | 85 – 100 | P2 P3   |

###### Partido por el 9.º y 10.º puesto
| Fecha        | Hora  | Equipo 1    | Res.  | Equipo 2 | Set 1 | Set 2 | Set 3 | Set 4 | Set 5 | Total   | Reporte |
| ------------ | ----- | ----------- | ----- | -------- | ----- | ----- | ----- | ----- | ----- | ------- | ------- |
| 27 de agosto | 16:00 | Bielorrusia | 3 – 1 | Brasil   | 25-23 | 25-21 | 20-25 | 25-23 |       | 95 – 92 | P2 P3   |

##### Cuartos de final
El orden de los partidos de cuartos de final fue modificado respecto de la programación original, el encuentro entre el anfitrión Argentina y República Dominicana pasó a jugarse del primer al último turno por lo que los tres partidos restantes se movieron un turno antes de lo programado inicialmente. Además, el horario del primer partido se adelantó en una hora.
| Fecha        | Hora  | Equipo 1       | Res.  | Equipo 2             | Set 1 | Set 2 | Set 3 | Set 4 | Set 5 | Total   | Reporte |
| ------------ | ----- | -------------- | ----- | -------------------- | ----- | ----- | ----- | ----- | ----- | ------- | ------- |
| 25 de agosto | 13:00 | Estados Unidos | 0 – 3 | Italia               | 7-25  | 16-25 | 15-25 |       |       | 38 – 75 | P2 P3   |
| 25 de agosto | 16:00 | Alemania       | 0 – 3 | Turquía              | 20-25 | 8-25  | 28-30 |       |       | 56 – 80 | P2 P3   |
| 25 de agosto | 18:00 | Japón          | 0 – 3 | Rusia                | 22-25 | 17-25 | 30-32 |       |       | 69 – 82 | P2 P3   |
| 25 de agosto | 20:00 | Argentina      | 0 – 3 | República Dominicana | 21-25 | 17-25 | 18-25 |       |       | 57 – 75 | P2 P3   |

##### Clasificación 5.º al 8.º puesto
Los equipos que resultaron perdedores en los cuartos de final pasaron a disputar la clasificación del 5.° al 8.° puesto.
|  | Semifinales 5.º al 8.º puesto | Semifinales 5.º al 8.º puesto |   |                | Partido 5.º y 6.º puesto | Partido 5.º y 6.º puesto |  |
|  |                               |                               |   |                |                          |                          |  |
|  |                               |                               |   |                |                          |                          |  |
|  | Estados Unidos                | 1                             |   |                |                          |                          |  |
|  | Alemania                      | 3                             |   |                |                          |                          |  |
|  |                               |                               |   |                |                          |                          |  |
|  |                               |                               |   |                |                          |                          |  |
|  |                               |                               |   |                | Alemania                 | 0                        |  |
|  |                               | Japón                         | 3 |                |                          |                          |  |
|  |                               |                               |   |                |                          |                          |  |
|  |                               |                               |   |                |                          |                          |  |
|  |                               |                               |   |                | Partido 7.º y 8.º puesto |                          |  |
|  |                               |                               |   |                |                          |                          |  |
|  | Argentina                     | 0                             |   | Estados Unidos | 1                        |                          |  |
|  | Japón                         | 3                             |   |                | Argentina                | 3                        |  |

###### Semifinales 5.º al 8.º puesto
El partido entre Estados Unidos y Alemania fue adelantado una hora respecto de su programación inicial.
| Fecha        | Hora  | Equipo 1       | Res.  | Equipo 2 | Set 1 | Set 2 | Set 3 | Set 4 | Set 5 | Total   | Reporte |
| ------------ | ----- | -------------- | ----- | -------- | ----- | ----- | ----- | ----- | ----- | ------- | ------- |
| 26 de agosto | 13:00 | Estados Unidos | 1 – 3 | Alemania | 25-20 | 22-25 | 17-25 | 17-25 |       | 81 – 95 | P2 P3   |
| 26 de agosto | 16:00 | Argentina      | 0 – 3 | Japón    | 18-25 | 19-25 | 17-25 |       |       | 54 – 75 | P2 P3   |

###### Partido por el 7.º y 8.º puesto
El horario de este partido fue retrasado dos horas respecto de su programación inicial.
| Fecha        | Hora  | Equipo 1       | Res.  | Equipo 2  | Set 1 | Set 2 | Set 3 | Set 4 | Set 5 | Total   | Reporte |
| ------------ | ----- | -------------- | ----- | --------- | ----- | ----- | ----- | ----- | ----- | ------- | ------- |
| 27 de agosto | 12:00 | Estados Unidos | 1 – 3 | Argentina | 17-25 | 19-25 | 25-19 | 28-30 |       | 89 – 99 | P2 P3   |

###### Partido por el 5.º y 6.º puesto
El horario de este partido fue adelantado dos horas respecto de su programación inicial.
| Fecha        | Hora  | Equipo 1 | Res.  | Equipo 2 | Set 1 | Set 2 | Set 3 | Set 4 | Set 5 | Total   | Reporte |
| ------------ | ----- | -------- | ----- | -------- | ----- | ----- | ----- | ----- | ----- | ------- | ------- |
| 27 de agosto | 10:00 | Alemania | 0 – 3 | Japón    | 22-25 | 10-25 | 21-25 |       |       | 53 – 75 | P2 P3   |

##### Semifinales
| Fecha        | Hora  | Equipo 1             | Res.  | Equipo 2 | Set 1 | Set 2 | Set 3 | Set 4 | Set 5 | Total    | Reporte |
| ------------ | ----- | -------------------- | ----- | -------- | ----- | ----- | ----- | ----- | ----- | -------- | ------- |
| 26 de agosto | 18:00 | Italia               | 3 – 1 | Turquía  | 25-20 | 25-22 | 27-29 | 26-24 |       | 103 – 95 | P2 P3   |
| 26 de agosto | 20:00 | República Dominicana | 3 – 0 | Rusia    | 25-17 | 28-26 | 25-21 |       |       | 78 – 64  | P2 P3   |

##### Partido por el3.ery 4.º puesto
| Fecha        | Hora  | Equipo 1 | Res.  | Equipo 2 | Set 1 | Set 2 | Set 3 | Set 4 | Set 5 | Total   | Reporte |
| ------------ | ----- | -------- | ----- | -------- | ----- | ----- | ----- | ----- | ----- | ------- | ------- |
| 27 de agosto | 17:00 | Turquía  | 1 – 3 | Rusia    | 21-25 | 21-25 | 25-16 | 15-25 |       | 82 – 91 | P2 P3   |

##### Final
| Fecha        | Hora  | Equipo 1 | Res.  | Equipo 2             | Set 1 | Set 2 | Set 3 | Set 4 | Set 5 | Total   | Reporte |
| ------------ | ----- | -------- | ----- | -------------------- | ----- | ----- | ----- | ----- | ----- | ------- | ------- |
| 27 de agosto | 19:00 | Italia   | 3 – 1 | República Dominicana | 25-23 | 19-25 | 25-12 | 25-20 |       | 94 – 80 | P2 P3   |

## Clasificación final
| Pos.              | Equipo               |
| ----------------- | -------------------- |
| Medalla de oro    | Italia               |
| Medalla de plata  | República Dominicana |
| Medalla de bronce | Rusia                |
| 4                 | Turquía              |
| 5                 | Japón                |
| 6                 | Alemania             |
| 7                 | Argentina            |
| 8                 | Estados Unidos       |
| 9                 | Bielorrusia          |
| 10                | Brasil               |
| 11                | Corea del Sur        |
| 12                | Perú                 |
| 13                | Serbia               |
| 14                | Colombia             |
| 15                | Eslovenia            |
| 16                | Polonia              |
| 17                | Tailandia            |
| 18                | México               |
| 19                | China                |
| 20                | Cuba                 |

| Italia Campeón 2º título |
| Plantel |
| Terry Enweonwu, Valeria Battista, Marina Lubián, Sarah Fahr, Fatime Kone, Elena Pietrini, Alessia Populini , Sara Panetoni, Francesca Scola, Alice Tanase, Rachelle Morello, Virginia Peruzzo |
| Entrenador |
| Marco Naz Mecarelli |

## Premios
- Jugadora más valiosa

 Elena Pietrini
- Mejor armadora

 Rachele Morello
- Mejores atacantes

 Madeline Guillen
 Ebrar Karakurt
- Mejores centrales

 Victoriia Pushina
 Sarah Fahr
- Mejor opuesto

 Terry Enweonwu
- Mejor líbero

 Yaneirys Rodríguez